# تپه بان ارجنی ۱
تپه بان ارجنی ۱ مربوط به عصر مفرغ است و در شهرستان ایلام، بخش مرکزی، دهستان میش خاص، روستای داروند واقع شده و این اثر در تاریخ ۱۵ دی ۱۳۸۷ با شمارهٔ ثبت ۲۴۲۹۱ به‌عنوان یکی از آثار ملی ایران به ثبت رسیده است.